# حسن أبو شعيرة
حسن أبو شعيرة مخرج وممثل أردني من أصل فلسطيني ولد في قرية بيت نتيف بمحافظة الخليل، وقد عمل في التمثيل واحترف الإخراج. متزوج من الإعلامية الأردنية بريهان قمق وله أولاد وأحفاد ويعمل حاليًا في الإمارات العربية المتحدة. وقد مثل وأخرج عددًا من المسلسلات والأعمال التلفزيونية.

## أعماله كممثل
{* دليلة والزيبق مع منى واصف
- عودة الزئبق
- جدار الشوك
- خالد بن الوليد
- الظاهر بيبرس (مسلسل) بدور قطز مع زهير النوباني
- بير الطي (مسلسل)
- وامعتصماه
- عمرو بن العاص
- رجم الغريب[5]
- السيف الذهبي مع عبير عيسى
- قمر البر والبحر
- متعب الشقاوي
- أجنحة الضياء
- المبروكة
- دليلة والزيبق 2 مع إيمان هايل

## أعماله في الأنيمي
قام بتأدية عدة أدوار في الدبلجة الأردنية للأنيمي:
- الغواصة الزرقاء بدور ليث
- عقلة الأصبع بدور عقلة
- الكابتن ماجد
- السيدة ملعقة

## أعماله كمخرج
- اخوة الدم
- السياط
- بقايا حطام
- الوحل
- عندما تغيب الشمس
- أنا ودموعي
- ومرت الأيام
- الشائعة
- التجربة
- كنز الحياة
- اللغز
- الذئاب
- الغرباء
- أوراق الدالية
- التائه
- رمال لن تموت
- ابن حران
- الليل الطويل
- لن تغيب الشمس
- أبناء الضياع
- المناهل مسلسل تربوي تعليمي شهير للأطفال 65 حلقة
- مدينة الأطفال مسلسل تربوي للاطفال 60 حلقة
- الله أكبر إخراج وإنتاج وهو برنامج ابتهالات دينية
- تحت الرماد
- الفرمان
- سوق الألغاز
- قراقوش
- الكوميديا في التراث الشعبي
- ظلال تحت السيوف
- وتعود القدس
- مسلسل بغوها طرب
- مسلسل عيون عليا
- مسلسل جمر الغضا
- راعية الوضحا
- مسلسل الصراع
- رمال وآمال
- حكايات العم قنديل

## الجوائز
- جائزة أفضل ممثل مسرحي في مهرجان المسرح الدولي في إيران عن دور (هجرس) في مسرحية الزير سالم..
- جائزة أفضل إخراج للبرنامج التربوي (المناهل) في مهرجان تونس 1987
- جائزة أفضل برنامج خليجي متكامل للأطفال (مدينة الأطفال) مهرجان النادي ا لأهلي في دبي عام 1992.
- جائزة أفضل عمل خليجي متكامل للأطفال (مدينة الأطفال) مهرجان البحرين 1993
- الجائزة الذهبية لأفضل عمل عربي متكامل للأطفال (مدينة الأطفال) مهرجان تونس مناصفة مع مصر عام 1994.
- وسام وزارة الإعلام العُمانية عن إخراج مسلسل عمان في التاريخ.
- درع القوات المسلحة في دولة الإمارات العربية المتحدة عن عدد من الأعمال الإذاعية لصالح القوات المسلحة...
- درع تقديرمن التلفزيون الصيني / تايوان كمخرج لبعض البرامج الصينية.
- وسام جمعية الشارقة للأعمال الخيرية عن الجهود الدرامية الابداعية لصالح الأعمال الخيرية.
- درع تقدير من مؤسسة التعاون الفلسطينية للإخراج والإشراف على المسرحية الوطنية (القدس تناديكم).
- شهادة تقدير من أندية الفتيات بالشارقة عن إخراج الأوبريت الوطني (نداء من هناك).
- جائزة تقديرمن مدينة الشارقة للخدمات الإنسانية عن العديد من البرامج الإنسانية والاجتماعية والأطفال..
- درع جمعية المسرحيين في دولة الإمارات العربية المتحدة..
- درع النادي الثقافي العربي في الشارقة عن إخراج مسرحية الزير سالم..